# 文化站
文化站（朝鲜语：문화역；）曾为朝鲜铁路殷栗線上的一个车站，位于黄海南道三泉郡，废止时间不明。

## 历史
- 1929年11月1日，落成使用。